# Ghandruk
Ghandruk (Nepali घान्द्रुक) ist ein Dorf und ein Village Development Committee (VDC) im Distrikt Kaski der Verwaltungszone Gandaki in Zentral-Nepal.
Das VDC Ghandruk erstreckt sich westlich vom Modi Khola und umfasst das Flusstal des Kimrong Khola  sowie das Quellgebiet des Modi Khola im Annapurna-Massiv. Auf der gegenüberliegenden Flussseite liegt Landruk.
Der Ort Ghandruk liegt in den Vorbergen des Annapurna Himal 16 km südlich der Annapurna Süd. Ghandruk ist ein beliebter Ausgangspunkt für Trekkingtouren im Annapurna-Massiv. Der Ort bietet leichtere Wanderstrecken und zahlreiche Übernachtungsmöglichkeiten.
Von Ghandruk überblickt man den Südwestteil des Annapurna-Massivs mit den Bergen Annapurna Süd, Hiunchuli und Machapucharé sowie den im Westen gelegenen Dhaulagiri Himal.

## Einwohner
Das VDC Ghandruk hatte bei der Volkszählung 2011 4265 Einwohner (davon 2054 männlich) in 1102 Haushalten.

## Dörfer und Weiler
Ghandruk besteht aus mehreren Dörfern und Weilern.
Die wichtigsten sind:
- Annapurna Base Camp (4120 m ⊙)
- Chhomrong (2030 m ⊙)
- Ghandruk (1980 m ⊙)
- Jhinudanda (1740 m ⊙)
- Kimrongkhola (1820 m ⊙)
- Tilche (Sinuwa) (2030 m ⊙)

## Bilder

Ghandruk
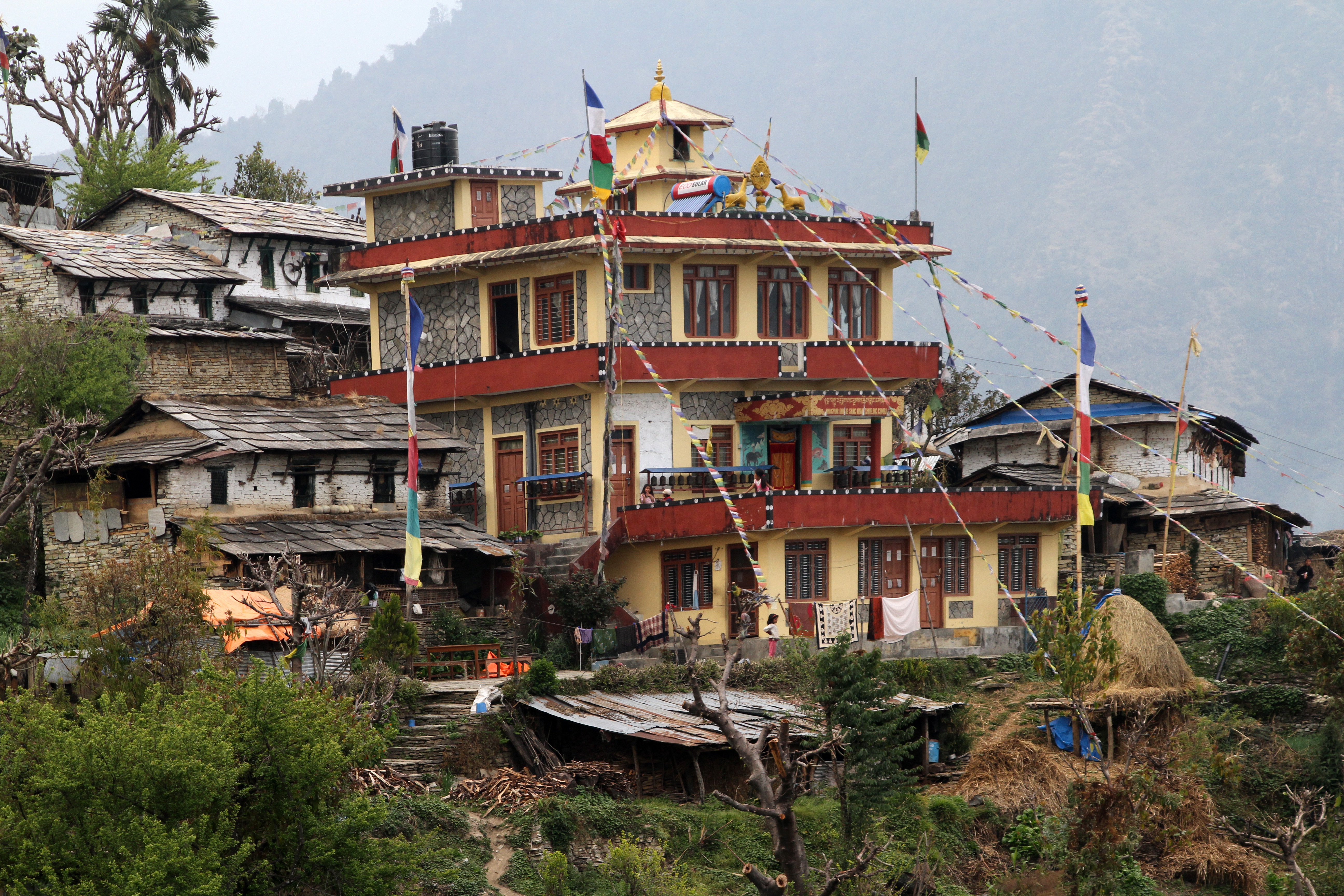
Kloster
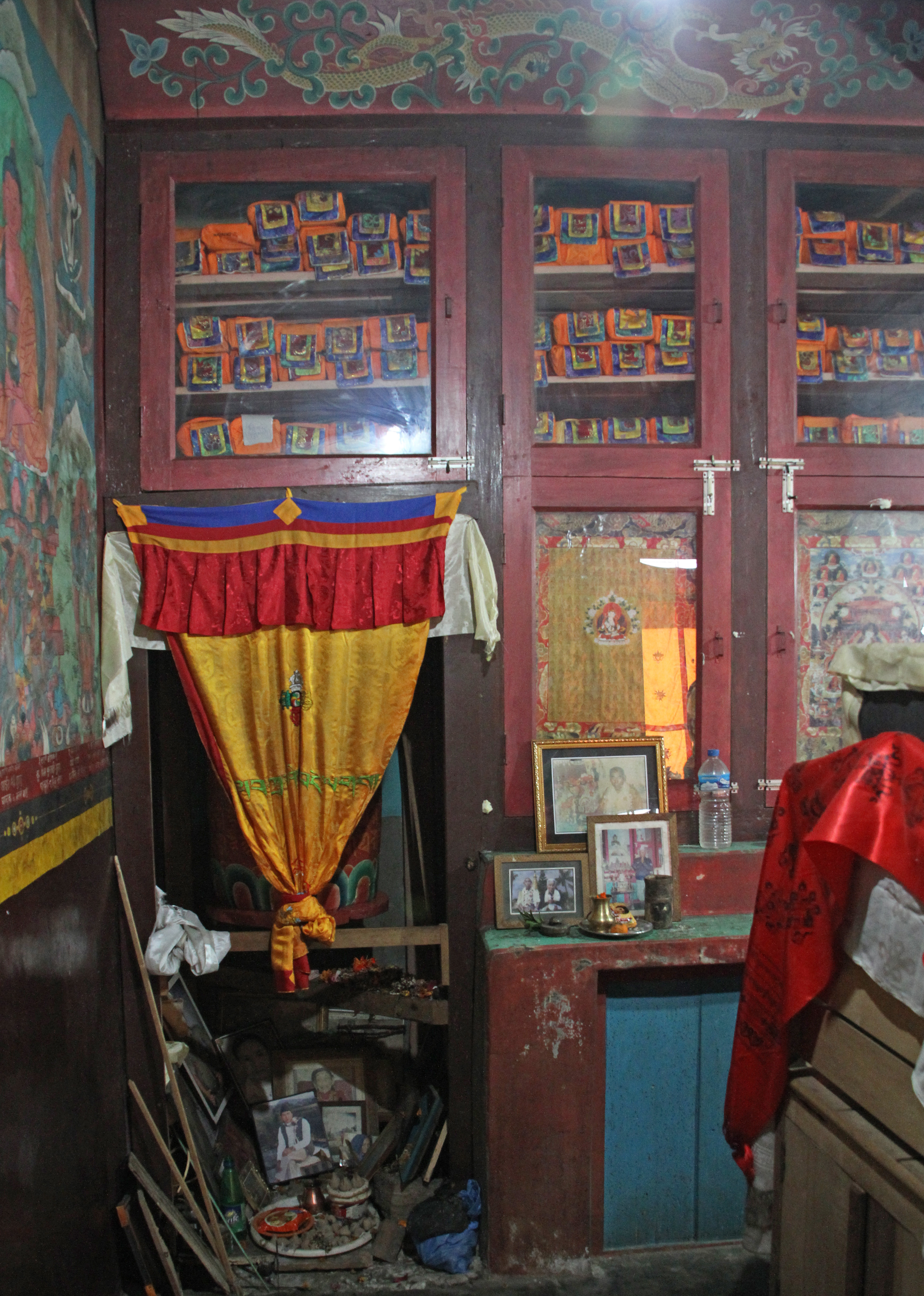
Klosterbibliothek
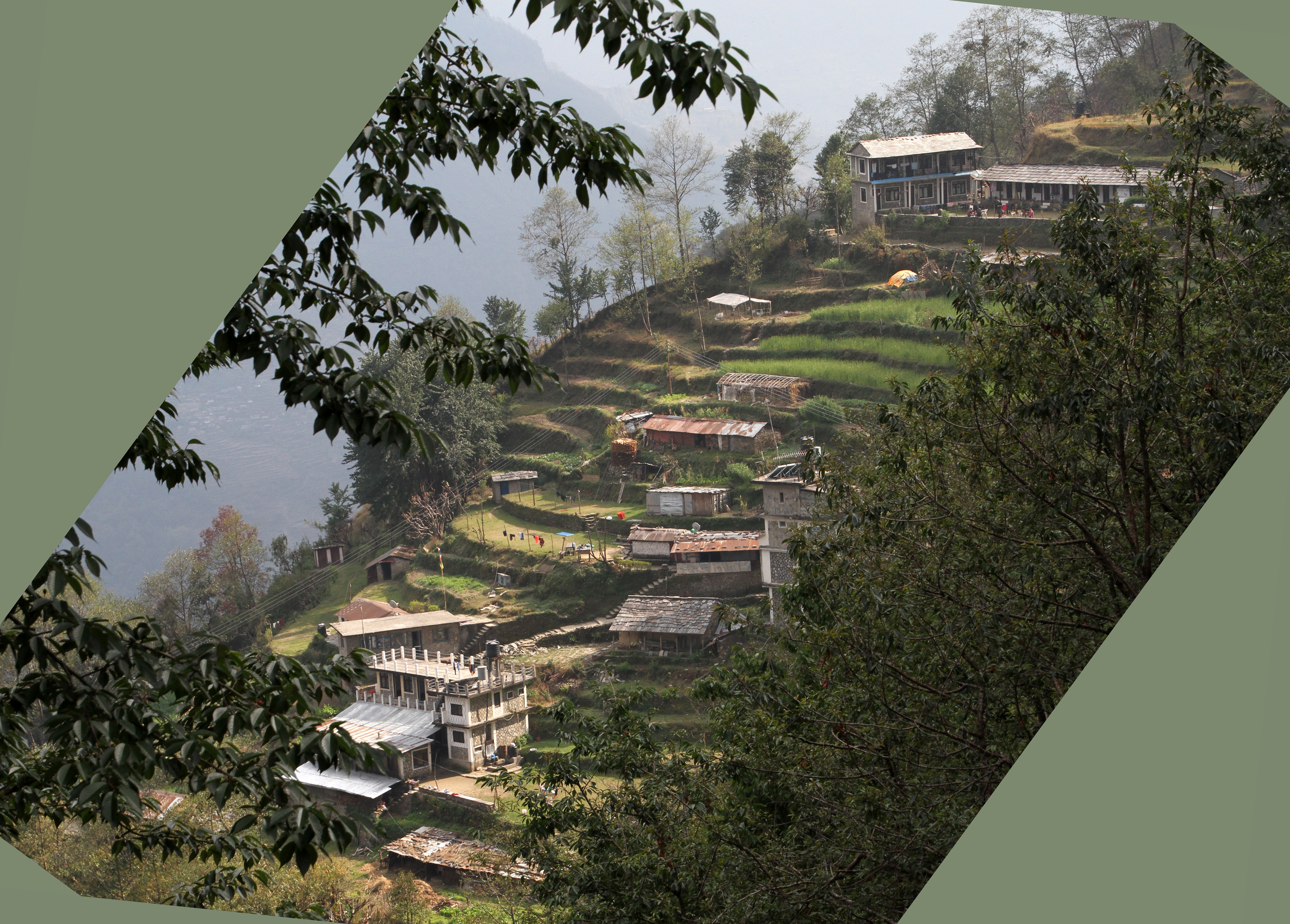
Terrassen
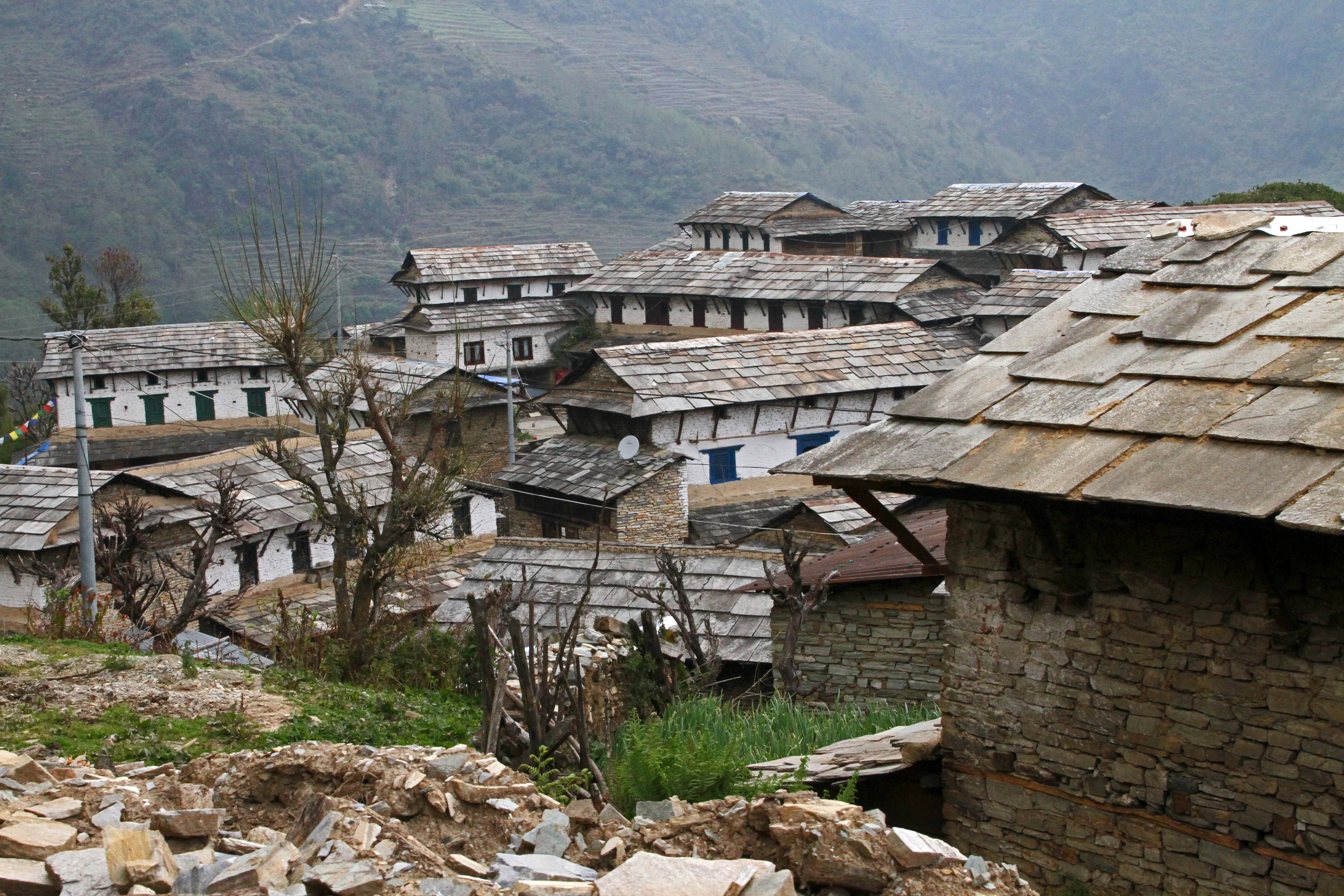
Ortsbild
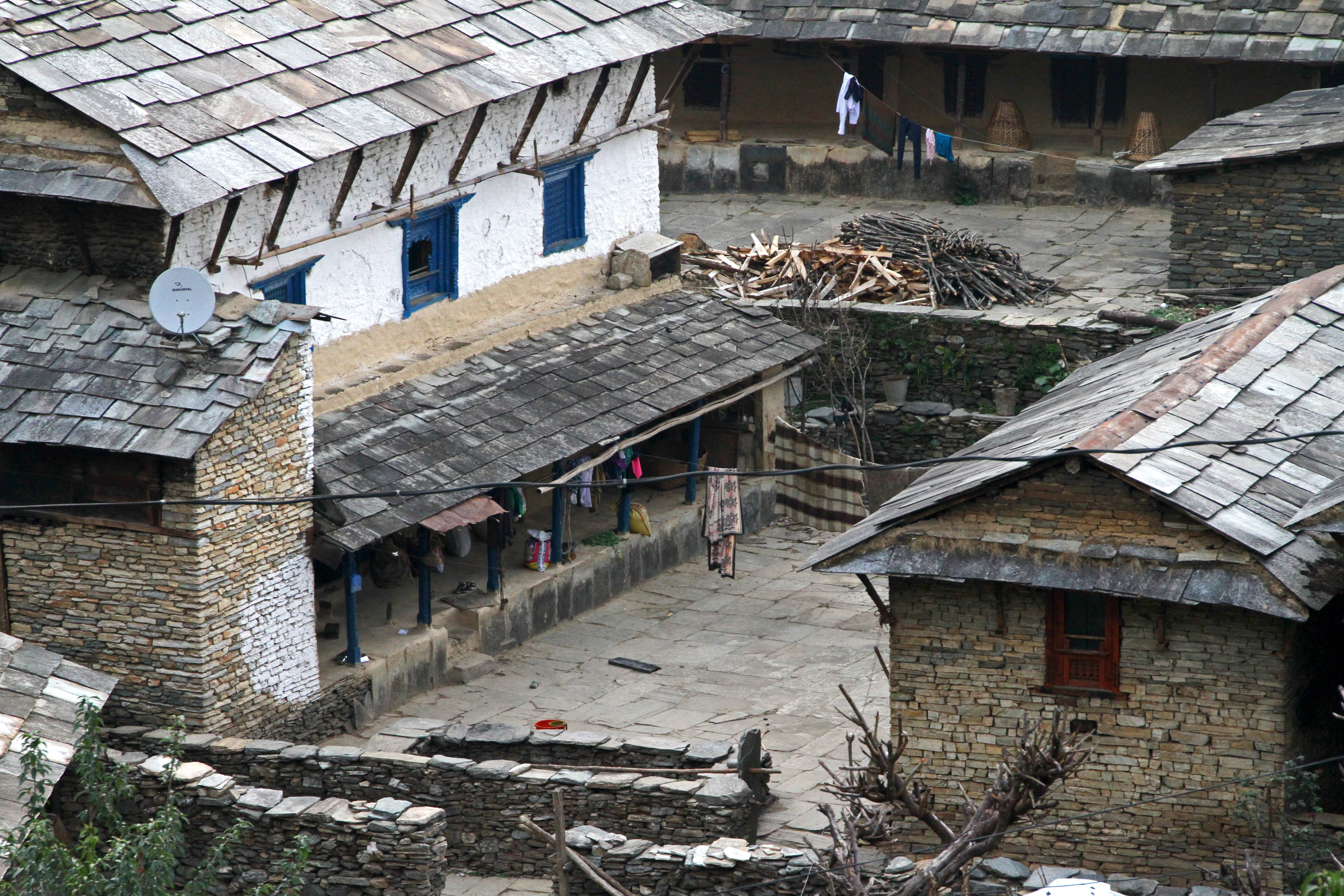
Gehöft
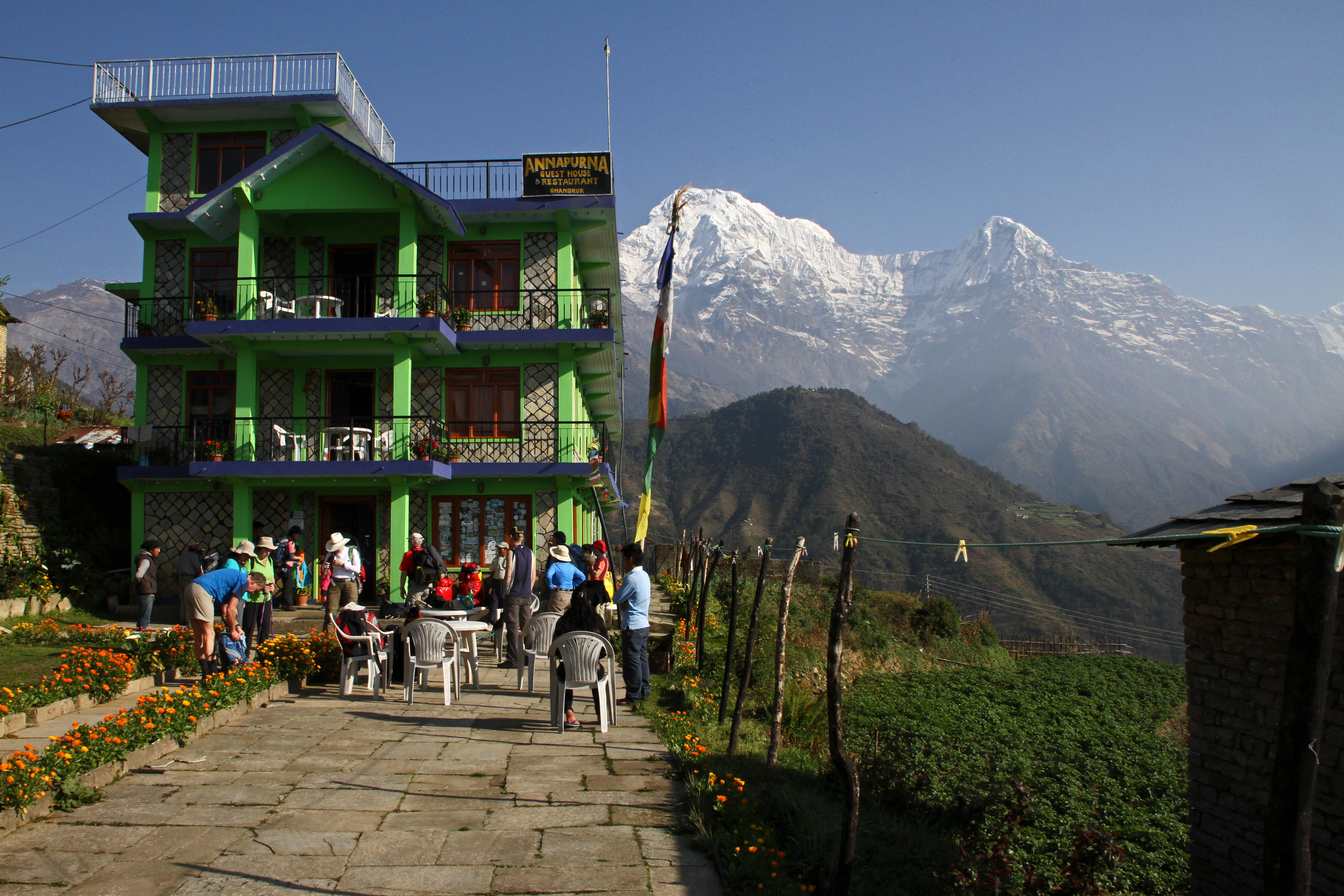
Hotel
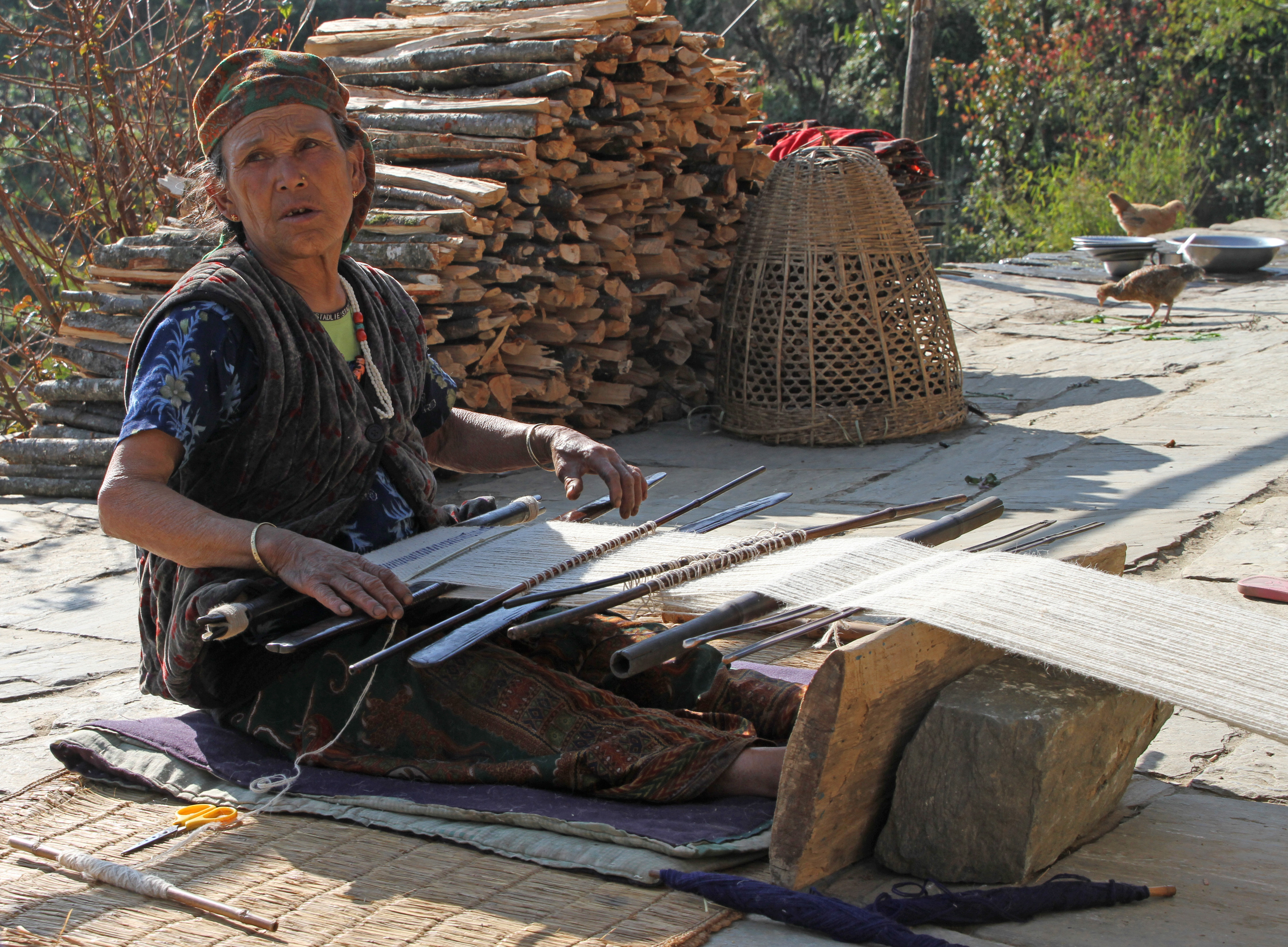
Weberin
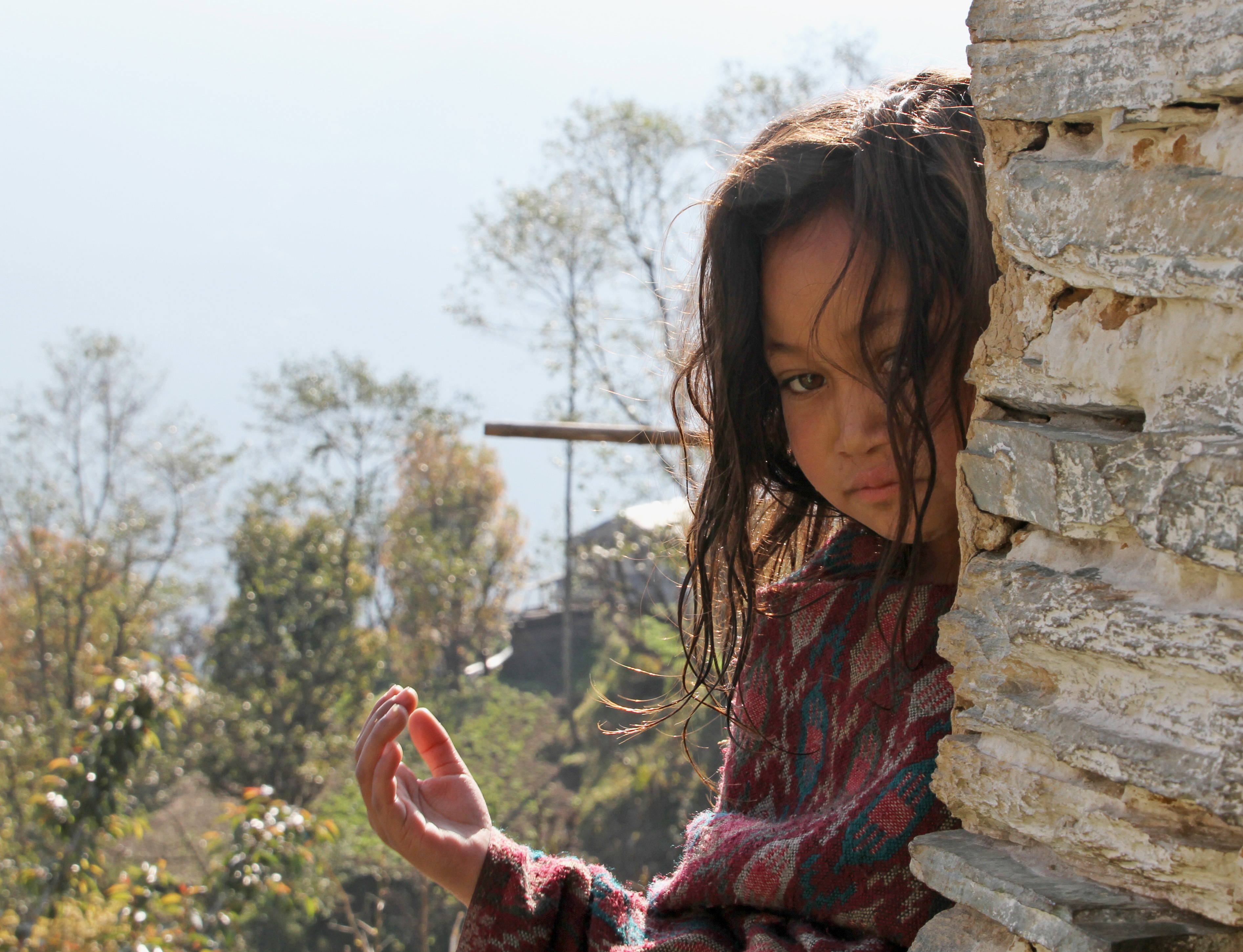
Versteckspiel